# 佐伯垂麻呂
佐伯 垂麻呂（さえき の たりまろ）は、飛鳥時代の貴族。名は乗麻呂（のりまろ）とも記される。贈大錦上・佐伯子麻呂の孫で、佐伯歳主の子。官位は従五位上・左兵衛率。

## 経歴
文武朝の大宝4年（704年）従五位下に叙爵している。同じ時に従五位下に昇った官人に、穂積山守・巨勢久須比・大神狛麻呂・采女枚夫・太安万侶・阿倍首名・田口益人・笠麻呂・石上豊庭・大伴道足・佐太老・漆部道麻呂・米多北助・多治比三宅麻呂・台八嶋らがいる。
元明朝の和銅元年（708年）左兵衛率に任ぜられる。この時の位階は従五位上であったが、いつ従五位上になったのか明らかでない。『続日本紀』には慶雲4年（707年）2月および和銅元年（708年）正月の叙位記事に漏れがあるらしく、諸王五位以上、諸臣正四位上から従五位上への叙位者がほかにも存在していたのではないか、と見られている。

## 官歴
注記のないものは『続日本紀』による。
- 時期不詳：正六位上
- 大宝4年（704年） 正月7日：従五位下
- 時期不詳：従五位上
- 和銅元年（708年） 3月13日：左兵衛率

## 系譜
- 父：佐伯歳主[2]
- 母：不詳
- 生母不詳の子女
  - 男子：佐伯錦麻呂[2]